# Nicolás Díaz
Pour les articles homonymes, voir Díaz.
Nicolás Díaz, né le 20 mai 1999 à Santiago au Chili, est un footballeur international chilien. Il évolue au poste de défenseur central au CD Unión Española en prêt du Club Tijuana.

## Biographie

### En club
Nicolás Díaz est formé par le CD Palestino. Il fait sa première apparition en professionnel le 15 août 2017 face au CSD Colo-Colo, en championnat (1-1).
Le 17 janvier 2020 est annoncé le transfert de Nicolás Díaz au Mazatlán FC, qu'il rejoindra en juin 2020. Il joue son premier match sous ses nouvelles couleurs le 28 juillet 2017 face au Club Puebla. Il est titularisé en défense centrale ce jour-là mais son équipe s'incline par quatre buts à un.

### En sélection nationale
Nicolás Díaz représente l'équipe du Chili des moins de 20 ans de 2018 à 2019 pour un total de six matchs joués.
Nicolás Díaz honore sa première sélection avec l'équipe nationale du Chili face à l'Uruguay, le 9 octobre 2020. Il est titularisé au poste d'arrière gauche, et son équipe s'incline sur le score de deux buts à un.

## Vie personnelle
Nicolás Díaz est le frère de Paulo Díaz et le fils de Ítalo Díaz (en), tous deux footballeurs chiliens.